# Der junge Medardus (Film)
Der junge Medardus ist ein österreichischer Stummfilm aus dem Jahre 1923 nach dem gleichnamigen Bühnenstück von Arthur Schnitzler. Regie führte Michael Kertesz.

## Handlung
Im Jahre 1809, zur Zeit der napoleonischen Kriege. Der junge Wiener Student Medardus Klähr, Sohn einer Buchhändlerwitwe, hat sich dafür entschieden, gegen die anrückenden Truppen Napoleons zu kämpfen. Dabei gerät er in einen schicksalhaften Konflikt mit der Adelsfamilie Valois, deren Tochter Helene sich ebenfalls am französischen Kaiser rächen will. Aus Enttäuschung zum Mörder seiner Geliebten geworden, wird Medardus erst zu Napoleons unfreiwilligem Beschützer, später dessen potenzieller Attentäter. Nach seiner Hinrichtung wird er als patriotischer Held gefeiert.

## Produktionsnotizen
Der junge Medardus passierte die Filmzensur am 8. September 1923 und wurde am 5. Oktober 1923 uraufgeführt. Der siebenaktige Film besaß rund 3400 Meter Länge und wurde mit Schulverbot (dem deutschen Jugendverbot entsprechend) belegt.
Julius von Borsody und Artur Berger schufen die Filmbauten.

## Kritik
„Seitdem auch die vornehmeren Kreise der Kunst und Literatur geruht haben, zu bemerken (es ist gar nicht lange her), daß in Wien Filme gemacht werden, seitdem hören wir oft den Tadel, daß unsere Filmkunst nicht genügend nationale Eigenart besitze. Ich weiß nicht, ob diese Herren so viel vom Film verstehen, um eine Eigenart überhaupt richtig beurteilen zu können, aber sie sollen sich doch, versuchsweise den JUNGEN MEDARDUS ansehen.(…) In diesem Kertesz-Film können sie nun studieren, was spezifischer österreichischer Regiestil ist. Wir können leider in dieser Kritik nur kurz darauf hinweisen. Es ist vor allem dieses wunderbare Romantisch-Pittoreske der Bilder. Ein Tumult von Schatten und Lichtern in der Tiefenperspektive (meist premierplan dunkel und sekundärplan hell), der von dem unharten, samtenen Pathos des Wiener Spätbarocks herzukommen scheint. (…) Der deutsche Regiestil sucht schon malerische Effekte, aber meist, indem er das Thema, das Motiv drapiert und herrichtet, was dann manchmal bis zum Expressionismus eines CALIGARI-Films gesteigert wird. Der Wiener Regisseur stilisiert sein Motiv nur mit Beleuchtung, malt nur mit dem Apparat. Auch Kertesz tut nichts weiter. Aber seine Bilder sind eine bewegte Bildergalerie: Jede Momentaufnahme, in sich vollendet, schreit nach einem Rahmen. (…) Dieser Film enthält wahrscheinlich das größte und schönste Kriegsgemälde, das bisher die Kinematographie hergestellt hat. Leider erdrückt dieser großartig-wuchtige historische Rahmen das eigentliche Drama des jungen Medardus, obwohl dieses an und für sich überaus filmfähig und dankbar wäre. Daß kein Raum für ein ‚Ausspielen‘ gelassen wurde, ist in diesem Fall von besonderem Schaden, weil die Geschichte, die von seelischen Motiven bewegt wird, dadurch oft unverständlich wird. (…) Daß es Kertesz vor allem auf diese Bildwirkung ankam, beweist ja, daß nach dem Ende des Medardus und der eigentlichen dramatischen Handlung seine großen Massenvisionen fortlaufen. Der Film ist auch restlos gut gespielt. Die Typen sind mit einer amerikanischen Sorgfalt ausgesucht. Herr Varkonyi hat jene heiße und männliche Lyrik, die höchste Empfindsamkeit ohne Sentimentalität ausdrücken kann.“

In Paimann’s Filmlisten ist zu lesen: „Das Sujet läßt sich in den ersten Akten gut an, verflacht aber dann etwas, die Darstellung ist recht nett. Volle Anerkennung verdient zweifellos die großzügige und wohlgelungene Aufmachung, wie auch die photographische Durchführung beleuchtungstechnisch auf der Höhe ist.“